# گرتز (کنتاکی)
گرتز (به انگلیسی: Gratz) شهری در ایالت کنتاکی کشور ایالات متحده آمریکا است که جمعیت آن در سرشماری سال ۲۰۱۰ میلادی، ۷۸ نفر بوده‌است.